# Johnstones Pfeiffrosch
Johnstones Pfeiffrosch (Eleutherodactylus johnstonei) ist ein Froschlurch aus der artenreichen Gattung der Antillen-Pfeiffrösche (Eleutherodactylus).

## Verbreitung
Johnstones Pfeiffrosch ist ein sehr erfolgreicher terrestrischer Besiedler, welcher über die gesamte Karibik und über weite Teile des Festlandes von Mittel- und Südamerika verbreitet ist. Seine Expansion erfolgte hauptsächlich parallel zu menschlichen Einflüssen sowie Naturkatastrophen, wie beispielsweise Hurrikane oder Vulkane, welche das ursprüngliche Habitat verändern. Wird ein solches Habitat gestört, kann Johnstones Pfeiffrosch sich ungehindert ausbreiten und andere Arten verdrängen. Die anderen, endemischen Eleutherodactylus-Arten neigen dann zu geringeren Populationsdichten oder sind nicht mehr vorhanden. In ungestörten Habitaten ist E. johnstonei jedoch nicht fähig, sich zu etablieren. Der Ursprung von Johnstones Pfeiffrosch sind die kleinen Antillen in der Karibik.
Die geographische Verbreitung des Frosches erklärt sich oft durch menschliche Einflüsse, wie den Pflanzenhandel. Im Botanischen Garten der Universität Basel beispielsweise, ist der Pfeiffrosch versehentlich mit Bromelien oder Orchideen in das Tropenhaus gelangt und konnte sich dort etablieren. Außerhalb der Tropen ist der Frosch allerdings in freier Natur nicht lebensfähig.

## Merkmale
Die kleinen Frösche (Männchen 17–25 mm, Weibchen 17–35 mm), haben eine braun-grüne Oberfläche und große Augen mit einer Iris die oben goldfarben und unten braun ist. Die Männchen besitzen in der Halsregion eine aufblasbare Schallblase, welche während der Paarungszeit laute Rufe ermöglicht.

## Ökologie
Johnstones Pfeiffrösche sind nachtaktiv und meist im Streu, unter Steinen oder in kleinen Holz- bzw. Pflanzenhöhlen zu finden. Sie sind allerdings sehr adaptiv und können unterschiedliche Habitate bewohnen. So sind sie oftmals auch in anthropogen geprägten Gebieten, wie gemähten Wiesen, Feldern, Gärten und neben Geschäften und Häusern anzutreffen. Die Fähigkeit dieser erfolgreichen Kolonisation und Verbreitung ist auf ihre große Toleranz gegenüber hohen Temperaturen und der Möglichkeit entkoppelt von Wasser zu leben zurückzuführen. Studien haben gezeigt, dass Eleutherodactylus johnstonei sehr häufig in  Töpfen von Zierpflanzen anzutreffen sind. Die Pflanzentöpfe scheinen ideale Fortpflanzungskonditionen mit gutem Mikroklima und regelmäßiger Bewässerung zu generieren. Dies unterstützt die These, dass der Hauptvektor der Verbreitung, das Austauschen von Pflanzen darstellt.
Als Nahrung dienen ihnen Ameisen, Spinnen, Termiten und Zwergzikaden. Ihre Räuber sind Echsen, Schlangen und andere Frösche.

## Fortpflanzung
Ihre Lebensweise ist hauptsächlich solitär. Die Frösche kommen nur während der Paarungszeit zusammen, hierbei hat jedes Männchen sein eigens Territorium und lockt mit den typischen Rufen die Weibchen in sein Gebiet. Der Ruf ist artspezifisch und zweisilbig „du-iiii“, wobei die Betonung auf der zweiten Silbe liegt. Dieses Pfeifen kann bis zu 60 mal pro Minute, bei einem Intervall von 1–2 Sekunden pro Laut, wiederholt werden. Die Frösche sind nach circa einem Jahr geschlechtsreif, danach paaren sich die Frösche das ganze Jahr über, jedoch vermehrt während der Regenzeit. Die Fortpflanzung geschieht im Laubstreu oder in kleinen Höhlen. Nachdem ein Männchen das Weibchen angelockt hat, startet das Weibchen den Paarungsvorgang durch physischen Kontakt und das Männchen stellt verschiedene Orte für die Eiablage vor. Entweder akzeptiert das Weibchen einen Ort oder das Männchen muss weitere Standorte präsentieren. Falls die Orte inakzeptabel sind, weist das Weibchen das Männchen wieder komplett ab. Wird aber ein geeigneter Platz gefunden, setzt sich das Männchen auf den Rücken des Weibchens und dieses legt durchschnittlich 14 unbefruchtete Eier ab. Diese werden dann extern von dem Männchen befruchtet. Dieser Vorgang dauert zwischen dreiviertel und einer Stunde. Aus den befruchteten Eiern schlüpfen nach ungefähr 13 Tagen komplett entwickelte kleine Frösche (ca. 3,5 mm lang), mit Hilfe eines kleinen Zahnes zum Aufbrechen der Eihülle. Studien zeigten Unterschiede in der elterlichen Fürsorge. Zwar werden die Eier und die jungen Frösche lediglich von einem Geschlecht betreut (uniparental) allerdings kann sich je nach Gegebenheiten und Umweltbedingungen das betreuende Geschlecht ändern. In erster Linie kümmert sich das Männchen nach der Eiablage um den Nachwuchs. Das Männchen hält die Eier mit einer von der Kloake produzierten Flüssigkeit feucht. In einigen Fällen kommen die Weibchen jedoch ca. 72 Stunden nach der Eiablage nochmals zum Nest zurück und übernehmen die Pflege, falls die Männchen scheitern.
Bei Männchen die nicht die gewünschten Merkmale aufweisen oder aus anderen Gründen nicht ausgewählt werden, wird ein Satelliten-Verhalten beobachtet. Hierbei folgen die Satellitenmännchen einem bereits rufenden Männchens, in der Hoffnung, dass das interessierte Weibchen sich für sie entscheidet anstelle des pfeifenden Männchens.

## Invasionsproblematik
In einigen Gegenden wird Johnstones Pfeiffrosch als invasive Art eingestuft. So wurden Krankheitsübertragungen auf andere Arten beobachtet und die Rufe dieser eingewanderten Pfeiffrösche könnten die einheimischen Arten und ihren Reproduktionserfolg stören. In Französisch-Guayana und in São Paulo sind Fälle bekannt, bei denen sich Bürger über die hohe Lärmbelastung während der Nacht beschweren. Doch das Problem wird kontrovers diskutiert. Eine Studie aus Französisch-Guayana zeigt, dass der Frosch sich auch 10 Jahre nach der Einführung nicht signifikant ausgebreitet hat und deshalb kein Invasionspotential aufweist.